# Stethynium tenerum
Stethynium tenerum är en stekelart som beskrevs av Girault 1920. Stethynium tenerum ingår i släktet Stethynium och familjen dvärgsteklar. Inga underarter finns listade i Catalogue of Life.